# Миронов, Иван Кузьмич
Ива́н Кузьми́ч Миро́нов (род. 4 июля 1952 года) — казачий генерал (2011), войсковой атаман Центрального казачьего войска (с 2014), заместитель Председателя Правительства Самарской области (2007—2010), генерал-лейтенант ФСБ России.
Единственный в России атаман, возглавлявший последовательно два разных войсковых казачьих общества.

## Биография
Родился 4 июля 1952 года в Красноярском крае.
Завершив обучение в средней школе, поступил в Иркутский государственный университет имени А.А. Жданова, после окончания которого в сентябре 1974 года поступил на службу в Комитет государственной безопасности СССР.
Начинал службу в Иркутской области в органах военной контрразведки, где сдружился с нынешним главой Ростеха Сергеем Чемезовым.
В 1989 году окончил Высшую школу КГБ СССР им. Ф.Э. Дзержинского (ныне Академия ФСБ России) и был назначен на должность начальника 7-го управления КГБ СССР, называемого в народе — «наружка» или «топтуны». По количеству сотрудников управление было одним из крупнейших в Комитете госбезопасности и отвечало за проведения слежки за неблагонадёжными гражданами и иностранцами.
После распада СССР, в 1991 году, 7-е управление было реорганизовано в оперативно-розыскное управление ФСБ России, руководить которым был оставлен Миронов.
Заместитель руководителя Департамента по защите конституционного строя и борьбе с терроризмом ФСБ.
Спецы Ивана Миронова участвовали в расследовании заказных убийств, взрывов жилых домов в сентябре 1999 года и других резонансных делах.
В апреле 2004 года генерал-лейтенант Иван Миронов вышел в запас.
После ухода со службы, какое-то время был директором по особым поручениям «Рособоронэкспорта», его кандидатура рассматривалась на должность губернатора Иркутской области.
В 2005 году Миронов был назначен вице-президентом АвтоВАЗа по безопасности, а затем, в 2007 году — заместителем Председателя Правительства Самарской области — руководителем Департамента по вопросам общественной безопасности.
При его непосредственном участии в отстаивании интересов «Ростехнологий» в Самарской области, крупнейшие на тот момент предприятия региона: «Компания СОК» и «Волгабурмаш», потеряли своё былое влияние.
10 июля 2010 года, единогласным решением Большого войскового казачьего Круга, Иван Миронов был избран атаманом Волжского войскового казачьего общества, и оставался в этой должности до декабря 2013 года.
Указом Президента Российской Федерации от 21 октября 2011 года № 1396, Ивану Кузьмичу Миронову присвоен высший чин казачьих обществ — казачий генерал.
22 февраля 2014 года Большой войсковой Круг Центрального казачьего войска избрал Миронова атаманом ВКО ЦКВ. Указом Президента Российской Федерации от 16 апреля 2014 года № 247, он был утверждён в этой должности.
«Центральное казачье войско» под руководством Миронова получает спонсорскую помощь от некоторых предприятий «Ростеха» и Правительства Москвы.
Миронов является членом постоянного Совета при Президенте РФ по делам казачества, а также заместителем директора по безопасности Концерна «Радиоэлектронные технологии» (дочки «Ростеха»).

## Награды
Государственные:
- орден Александра Невского (2013)[9];
- орден Мужества;
- орден Дружбы;
- орден «Знак Почёта»;
- медаль Суворова;
- медаль «В память 850-летия Москвы»;
- медаль «60 лет Вооружённых Сил СССР»;
- медаль «70 лет Вооружённых Сил СССР».

Ведомственные:
- почётное звание «Почётный сотрудник контрразведки»;
- медаль «За воинскую доблесть» (Минобороны) I степени;
- медаль «За укрепление боевого содружества» (Минобороны России);
- медаль «За боевое содружество» (МВД);
- медаль «За участие в контртеррористической операции» (ФСБ);
- медаль «За отличие в военной службе» (ФСБ) I степени;
- медали «За безупречную службу» II и III степеней;
- знак отличия военнослужащих СКВО «За службу на Кавказе».
- нагрудный знак «За содействие МВД»

Региональные:
- почётное звание «Почётный гражданин Иркутской области».

Общественные:
- Медаль «80 лет ВЧК-КГБ»;
- Медаль «За ратную доблесть»;
- медали «За заслуги перед казачеством» II и III степеней (Казачий реестр РФ);
- патриарший знак «700-летие преподобного Сергия Радонежского».